# ラスト・ショー
『ラスト・ショー』（The Last Picture Show）は、1971年のアメリカ合衆国の青春映画。監督はピーター・ボグダノヴィッチ、出演はティモシー・ボトムズとジェフ・ブリッジスなど。原作はラリー・マクマートリーの1966年の半自伝的小説『The Last Picture Show』。
第44回アカデミー賞にて作品賞、監督賞、助演男優賞（ベン・ジョンソン、ジェフ・ブリッジス）、助演女優賞（エレン・バースティン、クロリス・リーチマン）、脚色賞、撮影賞にノミネートされ、ベン・ジョンソンが助演男優賞、クロリス・リーチマンが助演女優賞を受賞した。

## ストーリー
1950年代初頭のテキサスの小さな町アナリーン。高校生のソニーと親友デュエーンにとって唯一のデート場所は町で1つしかない映画館。ソニーはシャーリーンと付き合い始めて1年の記念日を迎えるが、最後の一線を越えさせない彼女に不満を抱き、別れることに。一方、デュエーンは金持ちの娘で町一番の美人ジェイシーと付き合っているが、ジェイシーの母はデュエーンでは物足りないと交際を反対する。
そんなある日、ソニーはフットボールのコーチに彼の妻ルースを病院に送って欲しいと頼まれる。夫にないがしろにされ、精神的に不安定になっているルースに最初はとまどうソニーだったが、彼女の優しさに徐々に惹かれていく。そしてクリスマスパーティの夜、2人は口づけを交わす。
一方、ジェイシーは同じパーティにデュエーンとやって来るが、レスターから「裸のプールパーティ」の話を聞くと、デュエーンを放り出してそちらに行ってしまう。

## キャスト
- ソニー: ティモシー・ボトムズ
- デュエーン: ジェフ・ブリッジス
- ジェイシー: シビル・シェパード
- サム: ベン・ジョンソン
- ルース: クロリス・リーチマン
- ロイス: エレン・バースティン： ジェイシーの母。
- ジェヌヴィーヴ: アイリーン・ブレナン
- ビリー: サム・ボトムズ
- レスター: ランディ・クエイド

## 作品の評価
Rotten Tomatoesによれば、批評家の一致した見解は「時代や設定を駆使したピーター・ボグダノヴィッチ監督の小さな町の青春物語は、悲しくも感動的な古典的名作で、忘れがたい名演が満載である。」であり、57件の評論の全てが高評価で、平均点は10点満点中9.01点となっている。
Metacriticによれば、15件の評論の全てが高評価であり、平均点は100点満点中93点となっている。

## 劇中で上映されている映画
- 花嫁の父（1950年）
- 赤い河（1948年）